# Bernhard Fahner
Bernhard Fahner (Meiringen, 4 luglio 1963) è un ex sciatore alpino svizzero.

## Biografia
Specialista delle prove veloci, Fahner debuttò in campo internazionale in occasione degli Europei juniores di Škofja Loka 1981, dove vinse la medaglia d'oro nella discesa libera; in Coppa del Mondo ottenne il primo piazzamento il 23 gennaio 1983 a Kitzbühel in combinata (6º) e conquistò il miglior risultato il 23 gennaio 1988 a Leukerbad in discesa libera (4º). Ai XV Giochi olimpici invernali di Calgary 1988, sua unica presenza olimpica, si classificò 15º nella combinata; l'ultimo piazzamento della sua carriera agonistica fu il 24º posto ottenuto nel supergigante di Coppa del Mondo disputato ad Aspen il 15 marzo 1992. Non ottenne piazzamenti ai Campionati mondiali.

## Palmarès

### Europei juniores
- 1 medaglia[1]:
  - 1 oro (discesa libera a Škofja Loka 1981)

### Coppa del Mondo
- Miglior piazzamento in classifica generale: 30º nel 1990